# Weitenhagen (ved Greifswald)
Weitenhagen er en by og kommune i det nordøstlige Tyskland, beliggende i Amt Landhagen i den nordvestlige del af Landkreis Vorpommern-Greifswald. Landkreis Vorpommern-Greifswald ligger i delstaten Mecklenburg-Vorpommern.

## Geografi
Weitenhagen er beliggende omkring seks kilometer syd for Greifswald. Bundesstraße B 109, ringvejen omkring Greifswald, går gennem kommunen, mens Landesstraße 35 går mod Jarmen/Neubrandenburg. Motorvejen A 20 passerer vest for kommunen.
Ud over Weitenhagen, finder man landsbyerne Grubenhagen, Helmshagen, I, Helmshagen II, Klein-Schönwalde og Potthagen i kommunen.

## Eksterne kilder og henvisninger
- Wikimedia Commons har flere filer relateret til Weitenhagen (ved Greifswald)
- Byens side Arkiveret 19. maj 2017 hos  Wayback Machine på amtets websted
- Befolkningsstatistik (Webside ikke længere tilgængelig)